# Dossibai Patell
Dossibai Rustomji Cowasji Patell, più tardi conosciuta con il nome di Dossibai Jehangir Ratenshaw Dadabhoy (Navsara Chambers, 16 ottobre 1881 – Bombay, 4 febbraio 1960), è stata una ginecologa e ostetrica indiana di etnia parsi, che nel 1910 fu la prima donna a diventare membro del Royal College of Surgeons of England. Al suo ritorno in India, ha iniziato a operare come ostetrica e ginecologa, ha avviato centri per la salute delle madri e dei bambini e ha presentato una petizione per ridurre la mortalità infantile, diventando membro di varie società, e, in seguito,  presidente della prima organizzazione di ostetricia e ginecologia di Bombay e dell'Associazione delle donne medico in India.

## Biografia
Faceva parte di una ricca famiglia Parsi e frequentò la "Miss Moos School for Girls" a Bombay.
Patell era originaria di Navsara Chambers, Fort Bombay, in India.  Nel 1903, completò la sua formazione medica in Medicina e Chirurgia al Grant Medical College a Bombay.  Fu assistente di Temulji Nariman e della dottoressa Masina a Bombay prima di persuadere i suoi genitori a permetterle di studiare all'estero.
Patell studiò al Royal Free Hospital di Londra e nel maggio 1910 divenne membro del Royal College of Surgeons. Completò il dottorato in medicina presso la London School of Tropical Medicine nel 1912.

## Pubblicazioni
- "Infant Mortality, its causes and how to Remedy it" in Report of the All India Social Service Conference. Bombay: Servants of India Society, 1924. pp. 65–75.
- "Critical Analysis of 669 Caesarian Sections in the Nowrosji Wadi Maternity Hospital, Bombay" Archiviato il 30 ottobre 2018 in Internet Archive., Journal of Obstetrics and Gynaecology of India, Vol. IV, No. 2, December 1953.
- "Presidential Address" Archiviato il 30 ottobre 2018 in Internet Archive., at the 8th All India Obstetrics & Gynaecology Congress, Journal of Obstetrics and Gynaecology of India, Vol. V, No. 4, June 1955.